# Notsodipus broadwater
Notsodipus broadwater is een spinnensoort uit de familie Lamponidae. De soort komt voor in Queensland.